# 陳尚伊
陳尚伊（1527年—1617年），字汝聘，號任菴，湖廣衡州府桂陽州泗洲寨人，軍籍，明朝政治人物。

## 生平
嘉靖四十年（1561年）辛酉科湖廣鄉試第二十四名舉人，隆慶二年（1568年）中式戊辰科會試第二百七十一名，三甲第二百四十二名進士。授永豐縣知縣，五年（1571年）升刑部江西司主事，萬曆四年（1576年）七月錄囚北直隸，升工部員外郎，出為河南按察司僉事，八年（1580年）正月升廣西布政使司右參議，十年（1582年）正月升雲南按察司副使，十二月引疾乞休。二十一年（1593年）十月起為江西布政使司右參政，分治赣南，驻虔州，旋以年老力衰，上疏致仕歸里。居家二十余年，年届九旬卒于家。

## 家族
曾祖陳紹篪；祖父陳日宣；父陳惟相。母尹氏；繼母劉氏。慈侍下。
配李氏，嘉靖八年己丑生，万历四十二年甲辰殁，葬界牌山，享年85岁，生子三，明敏、牧、效，女三。